# Maria Montessori

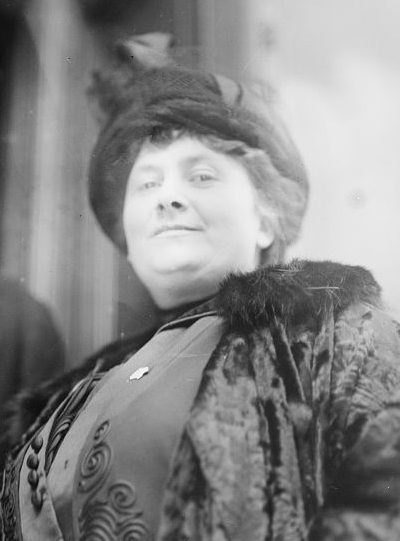
Maria Montessori

Maria Montessori (n. 31 august 1870, Ancona, Italia — d. 6 mai 1952, Noordwijk, Olanda) a fost medic și pedagog italian, care a creat o metodă specială de educare a copiilor, Metoda Montessori, înființând peste tot în lume școli care aplicau metoda sa (Școli Montessori).
Maria Montessori s-a născut la 31 august 1870 în Ancona, Italia și a studiat medicina la Universitatea din Roma. A fost prima femeie care a absolvit facultatea de medicină în Italia și una din primele femei medic care au practicat medicina cu succes. A început să aplice multe din ideile sale personale despre educarea copiilor foarte tineri, cu vârste cuprinse între un an și cinci ani, pe când s-a ocupat de copii cu deficiențe mentale. Și-a perfecționat ideile și aplicarea acestora în practică începând cu 1907, de când a fost numită la conducerea unui grup de creșe și grădinițe dintr-o zonă foarte săracă a orașului Roma. Acolo a început să aplice consecvent ideile sale educaționale, care se concretizaseră între timp într-o adevărată metodă educațională, metoda Montessori. Mult mai târziu, când metoda sa educațională a devenit larg cunoscută în Italia, Europa și în întreaga lume, generând zeci și zeci de școli Montessori, Maria Montessori a călătorit foarte mult, supervizând sistemul școlilor Montessori, scriind și ținând conferințe.

## Metoda Montessori
Maria Montessori și-a concentrat atenția și metodele educaționale asupra copiilor retardați intelectual, având deficiențe mintale din naștere, numiți comun și/sau popular idioți.
- Principiul de bază este auto-educarea și aplicarea celor învățate direct, imediat.
- Crearea de grupe educaționale care acoperă 3 ani, spre exemplu: grupa 3-5 ani, sau 6-9, 6-12 ani, 12-18 ani.
- Încurajarea copiilor să ia mereu decizii proprii pe care să le respecte.
- Curățenia și aranjarea locului unde își desfășoară activitatea copiii sunt făcute de ei înșiși, în funcție de modul specific cum se autoconduc.

Ce este specific unui program de pregătire ce folosește "Metoda Montessori" îl reprezintă modul în care se desfășoară activitățile în clasă. Fiecare sală de clasă este echipată cu materiale ce permit, mai întâi, învățarea prin intermediul simțurilor și mai târziu prin citire, scriere, matematică avansată. În activitățile de predare sunt folosite artele vizuale, muzica și mișcarea. Materialele didactice sunt atent selectate și plasate astfel încât , totul să fie la locul lui și la vedere pentru a facilita selectarea acestora de către copii. Copiii le pot vedea și pot învăța din greșelile proprii, fără ca un profesor să le sublinieze eroarea. Acesta este unul dintre numeroasele aspecte ale unei clase Montessori care favorizează independența.
La sugari, Metoda Montessori încurajează dezvoltarea naturală a personalității copilului prin învățare prin atingere și mișcare liberă într-un mediu favorabil.
Pe principiul unei libertăți controlate, școlile Montessori inspiră copiii să lucreze în ritmul lor propriu, singuri sau împreună cu alte persoane. Cadrele didactice încurajează dezvoltarea copiilor auto-motivați, independenți, echilibrați, activi, colaborativi prin predare de la egal la egal. Copiii mai mici se bucură de stimularea zilnică conform modelelor mai vechi, în timp ce copiii mai mari învață să se respecte reciproc într-o atmosferă caldă de acceptare și bucurie.
Pentru elevii mai mari sălile de clasă promovează în continuare libertatea de a alege, curățenia și aranjarea locului unde își desfășoară activitatea, sunt folosite discuții de grup, excursiile, stabilirea programului zilnic și săptămânal cu scopul finalizării lucrărilor din programa școlară. Proiectele de colaborare, experimentele științifice, prezentările vizuale necesită o planificare atentă și o cantitate mai mare de timp. Respectul, responsabilitatea și dezvoltarea caracterului sunt prevăzute, de asemenea, în unitățile curriculare.